# ROCE
ROCE (ang. return on capital employed) – wskaźnik określający wydajność oraz rentowność inwestycji, w które zaangażowany jest kapitał stały przedsiębiorcy. 
Wyższa wartość ROCE oznacza bardziej efektywne wykorzystanie kapitału stałego. ROCE powinien być wyższy niż koszt kapitału stałego spółki akcyjnej, w przeciwnym razie oznacza to, że spółka nieefektywnie wykorzystuje swój kapitał i nie generuje wartości dla akcjonariuszy. Wskaźnik ROCE jest szczególnie przydatny przy porównywaniu wyników spółek w kapitałochłonnych sektorach, takich jak media i telekomunikacja.
W przeciwieństwie do zwrotu z kapitału własnego (ROE), który analizuje jedynie rentowność zainwestowanego kapitału własnego spółki, ROCE uwzględnia również oprocentowany długoterminowy kapitał – w konsekwencji takie podejście zapewnia lepszą analizę rentowności dla przedsiębiorców o znaczącym poziomie długu długoterminowego.
ROCE wylicza się w następujący sposób:
{\displaystyle {\text{ROCE}}={\frac {\text{EBIT}}{\text{kapitał stały}}}}